# هايلين
هايلين (بالصينية: 海林市) هي مدينة على مستوى مقاطعة، في الصين، تقع في مودانجيانغ، وهيلونغجيانغ، بلغ عدد سكانها 420,000 نسمة، تبلغ مساحتها 9,902 كيلومتر مربع، رمزها البريدي هو 157100.

## التقسيمات الإدارية
- Hengdao  [لغات أخرى]‏.